# Agabos

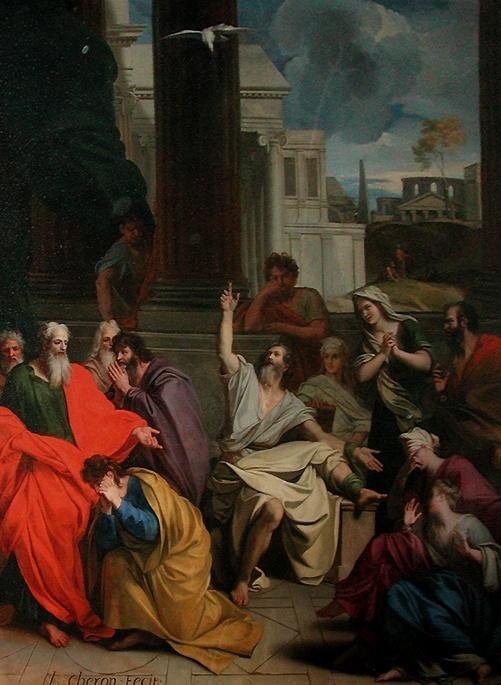
Agabus profetia av Louis Cheron (1660-1713)

Agabos (latin Agabus), kristen profet på apostlarnas tid. Han är den ende av Nya testamentets profeter som förekommer namngiven i Bibeln (Apg. 11:28; 21:10–11):
| ”               | Vid denna tid kom några profeter från Jerusalem till Antiochia. En av dem, som hette Agabos, lät genom Andens ingivelse förstå att en svår hungersnöd skulle komma över hela världen - den inträffade också under kejsar Claudius. | „ |
| – Apg. 11:27-28 | |   |

| ”               | Vi hade varit där i flera dagar då en profet vid namn Agabos kom ner från Judeen och sökte upp oss. Han tog Paulus bälte och band sina händer och fötter och sade: "Så säger den heliga anden: Den som äger detta bälte skall judarna i Jerusalem binda så här och överlämna i hedningarnas händer." När vi hörde hans ord vädjade både vi och folket där till Paulus att inte gå upp till Jerusalem. | „ |
| – Apg. 21:10-12 | |   |

Romersk-katolska kyrkan firar hans minnesdag den 13 februari, medan de östligt ortodoxa kyrkorna firar honom den 8 mars. Enligt traditionen led han martyrdöden i Antiochia.